# VR Sr3
Die Baureihe Sr3 sind Elektrolokomotiven der finnischen Staatsbahn VR-Yhtymä. Die Lokomotiven bilden die neueste der drei Elektrolokomotivbaureihen der Staatsbahn und basieren auf dem Typ Vectron von Siemens. 80 Lokomotiven wurden bestellt, eine Option von weiteren 97 Stück wurde vereinbart. Die Serienlieferung begann 2016. Die ersten zehn Lokomotiven wurden am 25. Mai 2017 in den offiziellen Betriebsbestand übernommen und ab Juni 2017 im regulären Verkehr verwendet.

## Geschichte
2012 veröffentlichte VR eine europaweite Ausschreibung für eine neue Elektrolokomotive, die unter anderem folgende Eigenschaften erfüllen sollte:
- Höchstgeschwindigkeit von mindestens 200 km/h,
- eine minimale Achslast von 21 Tonnen und
- eine Leistungsgarantie bei Temperaturen von bis zu −40 °C.

Darüber hinaus musste der Hersteller in den Jahren 2000–2011 mindestens 20 Elektrolokomotiven produziert haben, die nach wie vor in Betrieb sind und eine Laufleistung von mindestens fünf Millionen Kilometer erreicht haben.
Für diese Ausschreibung gaben die großen Eisenbahnfahrzeughersteller Alstom, Bombardier und Siemens ein Gebot ab. Die Anforderungen von VR konnten nur wenige Hersteller erfüllen. Der heimische Anbieter Transtech konnte unter diesen Bedingungen kein Angebot abgeben. Als wichtige Faktoren bei der Entscheidung wurden die Betriebssicherheit im Winter sowie das vom Hersteller angebotene Wartungspaket genannt. Darüber hinaus ermöglichte die große Bestellung von 177 Lokomotiven Optionen, Änderungen in der Bauphase speziell für den Betreiber vorzunehmen.
Im Dezember 2013 unterzeichnete VR den Vertrag über die Lieferung von 80 Vectron-Lokomotiven mit Siemens. Die Bestellung beinhaltet eine Option für weitere 97 Lokomotiven. Der Wert des Vertrages beläuft sich auf rund 300 Millionen Euro. Zwischen den Parteien wurde im Februar 2014 ein Handelsabkommen geschlossen.
Im März 2015 kam eine Versuchslokomotive von Siemens nach Finnland, die ab April Testfahrten unternahm. Diese Versuchslokomotive wurde im September 2016 nach Deutschland zurückgegeben. Als erste Lokomotive wurde die Sr3 3302 im Januar 2016 nach Finnland überführt, die 3303 und 3304 folgten im Mai.
Die 3301 wurde bis Sommer 2016 für Testfahrten in Deutschland und Tschechien verwendet und im Juli nach Finnland gebracht. Die fünfte Sr3 (3305) wurde im September 2016 geliefert. Mit ihnen wurden zahlreiche Probefahrten durchgeführt, bis sie im Juni 2017 in den Plandienst überwechselten. Im April und Mai 2017 wurden die restlichen fünf Lokomotiven der ersten Serie abgeliefert. Die Serienproduktion begann 2018, die vollständige Serie mit 80 Stück soll dem Betreiber bis 2026 zur Verfügung stehen. Der Lebenszyklus der Sr3 soll bis in die 2070er Jahre reichen.
Die Lokomotiven der Reihe Sr3 ersetzen die Baureihe Sr1, die in den 1970er und 1980er Jahren in der Sowjetunion beschafft wurden. Zusätzlich sollen sie helfen, die vorhandenen Transportprobleme im Winter zu verbessern.
Nach der Vorserienlieferung begann im Sommer 2018 die Serienproduktion. Acht Lokomotiven (3311–3318) wurden 2018 und drei weitere (3319–3321) im Januar 2019 ausgeliefert. Im April 2019 wurden die Lokomotiven 3322 und 3323 ausgeliefert. Im Frühjahr 2019 wurde ein Fahrsimulator für die Baureihe Sr3 in Kouvola in Betrieb genommen, der zudem für die VR-Baureihe Sm5 verwendet werden kann. Am 2. September 2019 wurden Sr3 3324, 3325 und 3326 geliefert, am 30. Januar 2020 folgten Sr3 3327 und 3328. Ab 2020 sollen jährlich etwa zehn Lokomotiven geliefert werden.
Die Lokomotiven 3329–3331 wurden am 2. April 2020 angeliefert, 3332–3334 am 3. September 2020. Sr3 3335 (91 10 3103 335–8) und 3336 (91 10 3103 336–6) wurden am 28. Januar 2021 von Dv12 2649 von Hanko zum Betriebswerk Ilmala geschleppt. Die Sr3 3337, 3338 und 3339 kamen am 4. April 2021 in Ilmala an, Sr3 3340–3342 folgten am 12. August 2021. Sr3 3343 und 3344 wurden am 20. Januar 2022 von Hanko zum Betriebshof Ilmala geschleppt, Sr3 3345–3347 folgten am 11. März 2022. Sr3 3348, 3349 und 3350 wurden am 5. August 2022 in Hanko angeliefert. Sr3 3351 und 3352 wurden am 26. Januar 2023 vom Hafen in Hanko zum Rangierbahnhof Ilmala gebracht. Die Sr3 3353, 3354 und 3355 wurden am 28. März 2023 in Hanko angeliefert und zum Betriebswerk Ilmala geschleppt. Sr3 3356–3358 wurden am 22. August 2023 angeliefert.

## Technische Ausstattung
Die Sr3 basieren auf der Lokomotivbauart Vectron, die seit 2010 von Siemens hergestellt wird. Diese basiert auf der Technologie der Vorgängermodelle Eurosprinter und Eurorunner. Die Baureihe wird bei VR universell verwendet, sowohl für den Personen- als auch für den Güterverkehr. Die Lokomotiven haben eine Leistung von 6400 kW, eine Höchstgeschwindigkeit von 200 km/h und eine maximale Anfahrzugkraft von 350 kN. Die Maschinen der Reihe Sr3 erreichen fast die doppelte Leistung wie die der Baureihe Sr1 und eine um 16 % höhere als die der Reihe Sr2. Eine Sr3 ist in der Lage, einen Zug mit 2100 Tonnen auf einer Steigung von bis zu 10 Promille zu befördern. In den Testläufen haben Lokomotiven der Reihe Sr3 eine Höchstgeschwindigkeit von 220 km/h erreicht und mit einer Doppelbespannung wurde eine Last von 5700 Tonnen befördert.

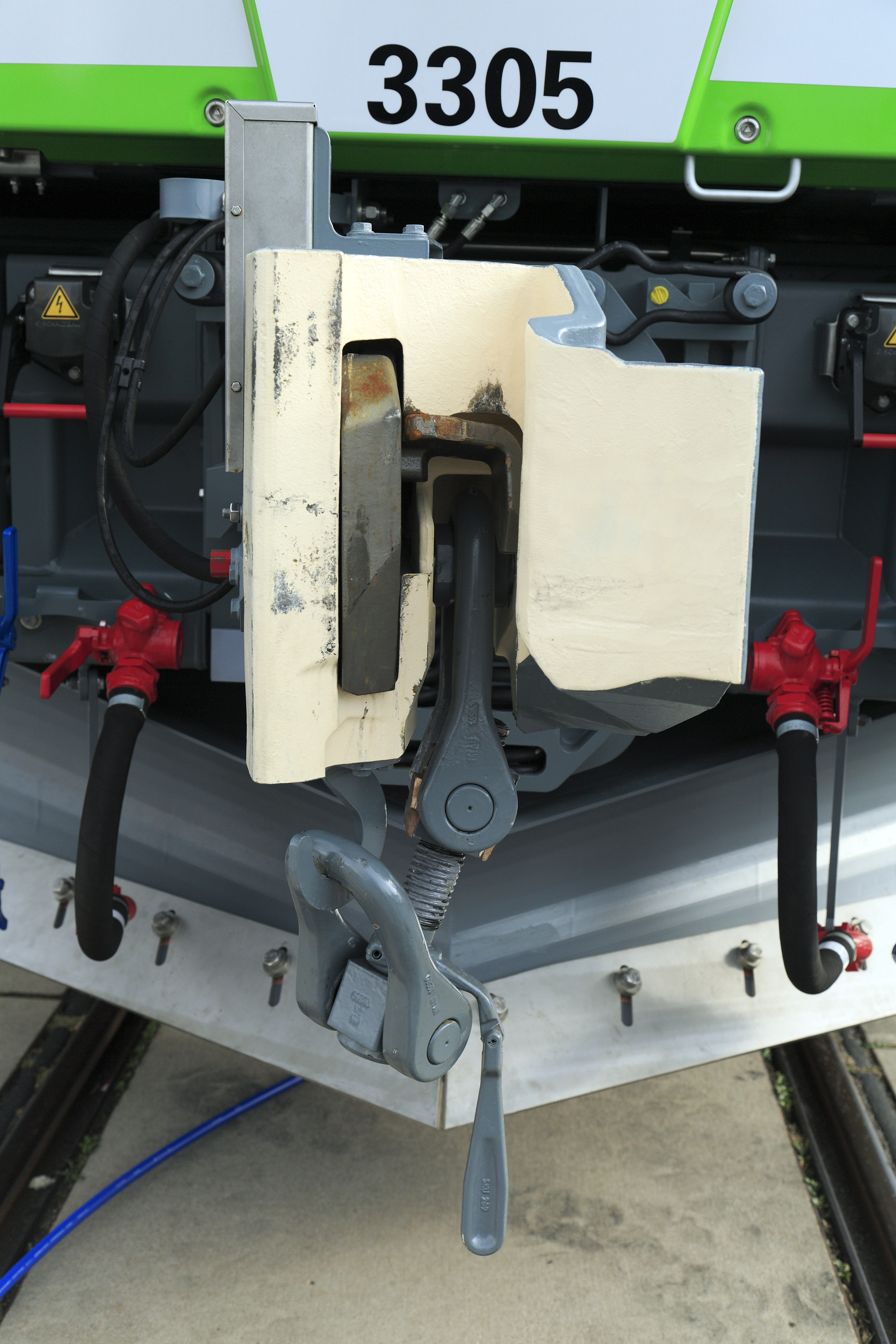
Unilink-Kuppelkopf mit integrierter Schraubenkupplung

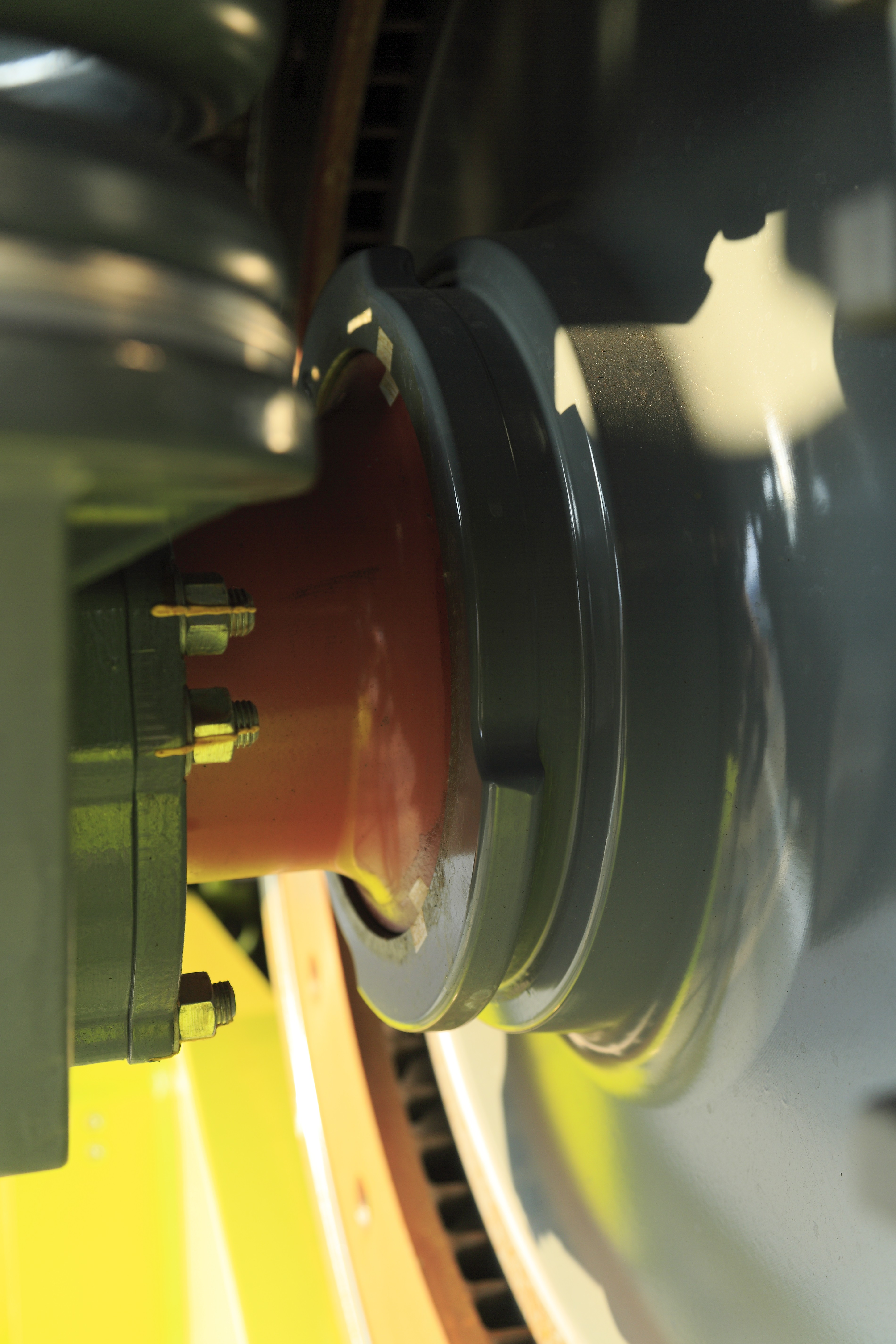
Verlängerter Achsschenkel im Drehgestell

Die Maschinen werden in der sogenannten Last-Mile-Version gebaut. Zwei zusätzliche Dieselgeneratoren ermöglichen einen Fahrbetrieb auf nicht elektrifizierten Gleisabschnitten. Die Dieselmotoren entwickeln zusammen eine Leistung von 360 kW. Sie werden hauptsächlich als Reservestromquelle und für den Rangierdienst benötigt. Mit dem Treibstoffvorrat der Dieselmotoren können bis zu 100 Kilometer bei 20 km/h zurückgelegt werden, damit ist eine Weiterfahrt bei Fahrdrahtspannungsausfall möglich.
Die Fahrmotoren sind nicht vollständig gefedert, wie dies bei den Lokomotiven der Reihen Sr1 und Sr2 der Fall ist. Die Motoren sind am Drehgestellrahmen aufgehängt und die Motorwelle ist über zwei flexible Stahlgelenke mit dem Getriebe verbunden. Die Stahlgelenke sind nicht so flexibel wie die gummigefederten Verbindungen, aber die Struktur einfacher und billiger. Die auf die Strecke übertragenen Kräfte sind nur geringfügig größer als in der vollgefederten Version.
Das Druckluftsystem der Sr3 umfasst zwei ölfreie Kolbenkompressoren, die insgesamt 3500 Liter Druckluft pro Minute erzeugen können. Das System kann nach einem Ausfall mit nur einem Kompressor sicher betrieben werden. Das Volumen des Hauptluftbehälters beträgt 1 m³. Darüber hinaus wird der Wasserabscheider und damit die Luftqualität des Bremssystems ständig überwacht.
Die Lokomotiven der Reihe Sr3 sind mit Funkfernsteuergeräten ausgestattet. Die Lokomotiven verfügen über ein „Trainguard 100“-Trackinggerät, das an den europäischen ETCS-Access-Control-Standard angepasst ist und mit der finnische JKV-Streckenausrüstung zusammenarbeiten kann. Ferner sind sie mit WLAN- und DGPS-Tracking-Geräten ausgestattet. Die Lokomotiven werden mit »Unilink«-Kuppelköpfen geliefert, die der SA-3-Mittelpufferkupplung entsprechen und mit einer integrierten Schraubenkupplungskette ausgerüstet sind. Lose Gemischtkupplungen sind damit nicht erforderlich. Mit dem Informationssystem „EKE Trainnet“ erhält die Lokomotive ständig aktuelle Informationen über den Zustand der Türen und Bremsen der Wagen. Die Lokomotiven sind mit Maschinen der Baureihe Sr2 vielfachsteuerbar, zusätzlich gibt es eine Wendezugsteuerung für den Betrieb mit den Transtech-Doppelstocksteuerwagen der Gattung Edo.
Obwohl die finnischen Sr3 den übrigen Vectron-Lokomotive ähneln, gab es zahlreiche Änderungen, um sie an die finnischen Verhältnisse anzupassen. Die Führerstände erhielten sonst nicht vorhandene Seitenfenster, an Stelle der Aufstiege an den Fahrzeugecken wurden Tritte und Handstangen von den Einstiegen aus angebracht, die Kuppeldosen für die UIC-Leitung wurden, passend zum finnischen Reisezugwagenbestand, aus den Stirnwänden unterhalb der Frontfenster an die Kastenseiten außen neben den Puffern verlegt. Weil die Wagenkästen der Serienausführung entsprechen, mussten die Öffnungen für die ursprünglichen Einbauplätze der UIC-Steckdosen blindgeschlossen werden. Die Drehgestelle für die finnische Breitspur werden in Graz, Österreich, hergestellt. Die Drehgestellrahmen ermöglichen den Einbau von Radsätzen in iberischer Breitspur. Die übrigen Komponenten werden im Siemens-Werk in München gefertigt.
Für den Winterbetrieb wurden folgende Veränderungen vorgenommen: Der Lokkasten ist wärmeisoliert, das Laufwerkdesign verhindert Schneeansammlungen, alle externen Geräte und Anschlüsse sind vor Schnee geschützt. Die Kühllufteinlässe wurden auf das Dach verlegt. Die Schneeräumer wurden an der Lokomotive montiert und die Frontseite der Führerstände ist für den Fall von Elchunfällen mit Schutzplatten verstärkt.  Die Lokomotive ist mit einer Klimaanlage und zusätzlichen Wärmegebläsen ausgestattet. Der Hersteller garantiert eine einwandfreie Funktion bei Temperaturen von bis zu − 40 °C. Die dynamische Bremse wirkt als Nutzbremse und speist den Bremsstrom in das Fahrleitungsnetz zurück. Die Beleuchtung der Lokomotive erfolgt durch LED-Technologie. Die Hauptscheinwerfer haben eine Lichtstärke von 220 000 cd. Die Fahrzeugbatterie ist eine Nickel-Cadmium-Batterie mit einer Kapazität von 410 Ah.
Die erste große Wartung der Lokomotive erfolgt nach etwa 1,2 Millionen Kilometern. Die Lokomotiven übertragen kontinuierlich drahtlos technische Daten und Diagnosen, so dass die Bahnbetriebswerke Umfang und Zeitpunkt von Unterhaltungsarbeiten vorplanen können. Es wurde versucht, die Verschleißteile der Sr3 so zu fertigen, dass ihre Austauschintervalle möglichst lang sind. 98 % der Fahrzeugbestandteile können recycelt werden.

## Zulassungen
Ab dem 1. Juni 2019 erhielt die Baureihe Sr3 eine eingeschränkte Zulassung für den Personenverkehr, zunächst nur für die Strecke Oulu–Rovaniemi. Die Genehmigung wurde drei Wochen später auf die Strecke Helsinki–Oulu erweitert. Die Probefahrten erfolgten ab dem 3. Juni 2019 auf der Strecke Oulu–Rovaniemi mit den Zügen IC 413/414 mit Sr3 3322 und 3304. Das Zugpaar IC 121/126 Helsinki–Oulu wurde erstmals am 24. Juni 2019 mit einer Lokomotive der Baureihe Sr3 bespannt. Nach den erfolgreichen Probefahrten wurde der Einsatz der Lokomotiven ab Mitte Juli nach Pori und Vaasa ausgeweitet.

## Unfälle
Die Sr3 3309 entgleiste am 12. Dezember 2018 an einem Bahnübergang in Kemijärvi. Die Lokomotive wurde auf der Straße zum Bahnhof Oulu transportiert, wo sie lange auf die Entscheidung der Versicherungsgesellschaft über die Reparatur wartete. Im Frühjahr 2019 wurde die Lokomotive in das Betriebswerk Ilmala überführt, von wo aus sie im September 2019 nach Hanko geschleppt und weiter nach Deutschland verschifft wurde, wo die Lokomotive im Münchner Werk von Siemens repariert wurde und neue Drehgestelle erhielt. Im Zusammenhang mit der Reparatur wurden gemäß den Empfehlungen der Safety Investigation Authority (SIAF) die neuen Scheiben der Seitenfenster splittergeschützt ausgeführt und die Notbeleuchtung an der Lok ersetzt. Die Lokomotive wurde am 21. November 2019 repariert nach Finnland zurückgebracht.